# Јапанска лака крстарица Кума
Крстарица Кума (јап:球磨 軽巡洋艦) је била лака крстарица класе Кума, и служила је у јапанској морнарици током Другог светског рата. Име је добила по реци Кума, која протиче кроз префектура Кумамото, Јапан.

## Позадина
Кума је била први од пет бродова серије јапанских лаких крстарица класе Кума. Као и остали бродови ове класе, она је требало да служи као брзи извиђачки брод, или командни брод флотила разарача и подморница.

## Служба

### Рани период
Крстарица Кума је грађена у бродоградилишту Сасебо, и комплетирана је 31. август 1920. године. Убрзо по завршетку комплитирања, Кума је ангажована у заштити искрцавања јапанских трупа на обале Сибира, током јапанске Сибирске интервенције, против бољшевичке црвене армије. Касније, Кума базира у луци Порт Артур, и патролира дуж Кинеске обале, између Квантушке области и базе Цингтао, Кина.
Кад је Други кинеско-јапански рат почео да ескалира, Кума патролира дуж кинеске обале, и штити искрцавања јапанских снага на обале централне Кине.

### Инвазија на Филипине
Дана, 10. априла 1941. године, Кума је прикључена 16. дивизији крстарица вицеадмирала Ибе Такахашија, у склопу 3. флоте. У време напада на Перл Харбор, 8. децембра 1941. године, Кума се налазила у сатаву снага за инвазију на северне Филипине, испловивши из базе Мако, Пескадорска острва, заједно са крстарицама Ашигара и Маја, и разарачима Асаказе и Мацуказе. Током 10. и 11. децембра, Кума штити искрцавање јапанских трупа код Апариа и Вигана, на Филипинима. Док пружала заштиту искрцавању код места Вуиган, Кума је безуспешно нападнута од 5 америчких бомбардера Б-17 летећа тврђава, из 14 ескадриле. Крстарица Кума, 22. децембра 1941. године, учествује у заштити искрцавања јапанских трупа у залив Лингајен, Филипини.
Дана, 3. јануара 1942. године, Кума је уврштена у Трећу јужну експедициону флоту вицеадмирала Рокузо Сугијаме. Између 10. јануара и 27. фебруара 1942. године, Кума је ангажована на патролирању у области Филипинских острва.
Марта месеца, Кума је ангажована у заштити инвазије јужних Филипина, гранатира острво Кебу 1. марта, а 3. марта штити исктрцавање јапанских трупа код Замбоанга, Минданао. Једна специјна морнаричка десантна јединица са крстарице Кума, спашава ико 80 јапанских држављанина, који су били интернирани.
Крстарица Кума и торпиљер Киђи су 9. априла 1942. године нападнути од аметичких торпедних чамаца ПТ-34 и ПТ-41. Кума је погођена у прамац једним од осам испаљених торпеда, али оно није експлодирало. Приликом овог напада, амерички торпедни чамац ПТ-34 је потопљен од стране јапанског хидроавиона Мицубиши Ф1М, који је узлетео са носача хидроавиона Сануки Мару.
Дана, 10. априла 1942. године, Кума пружа заштиту искрцавању на острву Кебу, Кавагучијевог одреда 35. пешадијске бригаде и 124. пешадијског пука, а 16. априла, штити искрцавање на острва Панај, Кавамуриног одреда 9. пешадијске бригаде и 41. пешадијског пука. Почевши од 6. маја, Кума пружа заштиту финалном јуришу на амерички бастион, на острву Корегидор у Манулском заливу. Након тога, Кума остаје да патролира у близини Маниле, све до 12. августа 1942. године.

### Холандска Источна Индија и Нова Гвинеја
Након ремонта у бази Куре, септембра 1942. године, Кума се враћа у Манилу 20. септембра, и уврштена је у Другу јужну експедициону флоту вицеадмирала Шире Такасуа. Дана, 22. септембра, Кума напушта Манилу и одлази ка Хонгконгу, где укрцава трупе 38. пешадијске дивизије, које 10. октобра 1942. године, искрцава у Рабаул, Нова Британија. Након тога, Кума одлазу у базу Макасар, Целебес, одакле изводи патролне задатке све до 13. априла 1943. године, повремене превозећи појачања до Рабаула, Нова Британија, и Каиман и Кабуиа, Нова Гвинеја.
Од 1. до 25. маја 1943. године, Кума се налази у сувом доку у Сингапуру, где је извршен већи ремонт, а затим одлази на патролне задатке у области Холандске Источне Индије, све до 23. јуна 1943. године.
Дана, 23. јуна 1943. године, у близини Макасара, Кума и крстарице из 16. дивизије крстарица, Кину, Ои и Китаками, су нападнуте од 17 америчких бомбардера Б-24 Либератор, из 319. ескадриле, 90 бомбардерског пука, 5. ваздушне армије. Све четири лаке крстарице су лакше оштећене од експлозија бомби, које су пале у њиховој близини.
Крстарица Кума, 24. јуна 1943. године, преузима од кстарице Кину улогу заставног брода 16. дивизије крстарица. Обе крстарице напуштају Макасар и врше патролне задатке у области Холандске Источне Индије, све до 23. октобра 1943. године. Од 1. новембра, Кума се налази на ремонту у бази Сингапур. Њена кула главне артиљерије бр. 5 је уклоњена, као и катапулт и дизалица, а постављена су два троцевна против-авионска топа од 25 mm, чиме је њихов број повећан на 10 цеви (2x3, 2x2). Ремонт је завршен 12. новембра, и Кума наставља са својим патролно-транспортним задацима у области Холандске Источне Индије, све до 9. јануара 1944. године, повремено пловећи до Порт Блера на Андаманским острвима, и Пенага и Мергуиа у Бурми.
Дана, 11. јануара 1944. године, након што је напустила Пенанг, заједно са разарачем Уранами, и пошла напротив-подморничку вежбу, Кума је уочена од британске подморнице Тели Хо, која је базирала у Тринкомалију, Цејлон. На око 10 наутичких миља од Пенанга, британска подморница испаљује салву од 7 торпеда, са даљине од око 1.700 метара. Осматрачи на крстарици Кума уочавају трагове торпеда, и брзим померањем кормила пробају да их избегну, али је два торпеда погађају у десни бок, и изазивају пожар на броду. Кума убрзо тоне, услед експлозија њених дубинских бомби. Разарач Уранами спашава бродоломнике, укључујући и капетана Сугиоа, али 138 чланова посаде је погинуло.
Крстарица Кума је обрисана из списка јапанске флоте 10. марта 1944. године.

## Листа капетана
- Капетан Тохеи Аоки – 31. август 1920 — 15. фебруар 1921.
- Капетан Рекизо Мијамару – 15. фебруар 1921 — 1. новембар 1921.
- Капетан Кумагор Мигита – 1. новембар 1921 — 20. новембар 1922.
- Капетан Ђутар Такахаши – 20. новембар 1922 — 15. октобар 1923.
- Капетан Шигеру Мацушита – 15. октобар 1923 — 10. мај 1924.
- Капетан Саисуке Хашимото – 10. мај 1924 — 1. децембар 1924.
- Капетан Макото Имагава – 1. децембар 1924 — 20. април 1925.
- Капетан Токи Јамамото – 20. април 1925 — 1. децембар 1925.
- Капетан Канзо Фукушима – 1. децембар 1925 — 1. новембар 1926.
- Капетан Хироши Оно – 1. новембар 1926 — 1. децембар 1927.
- Капетан Јошихиро Хајаши – 1. децембар 1927 — 30. новембар 1929.
- Капетан Теиђиро Сугисака – 30. новембар 1929. 1. децембар 1930.
- Капетан Чуичи Јунокава – 1. децембар 1930. 1. децембар 1931.
- Капетан Садао Цунода – 1. децембар 1931 — 1. децембар 1932.
- Капетан Јазуру Кумаока – 1. децембар 1932 — 15. новембар 1933.
- Капетан Шигенори Хориучи – 15. новембар 1933 — 10. април 1935.
- Капетан Аритака Аихара – 10. април 1935 — 15. новембар 1935.
- Капетан Даиго Тадашиге –15. новембар 1935 — 1. децембар 1936.
- Капетан Цутому Сато – 1. децембар 1936 — 15. јун 1938.
- Капетан Сукејоши Јацуширо – 15. јун 1938 — 18. мај 1939.
- Капетан Кенго Кобајаши – 18. мај 1939 — 15. новембар 1939.
- Капетан Широ Хирацука – 15. новембар 1939 — 15. октобар 1940.
- Капетан Мацуро Егучи – 15. октобар 1940 — 20. септембар 1941.
- Капетан Кијоми Шибуја – 20. септембар 1941 — 14. новембар 1942.
- Капетан Ичиро Јокојама – 14. новембар 1942 — 14. август 1943.
- Капетан Шуичи Сугино – 14. август 1943 — 11. јануар 1944.